# Alois Czedik von Bründelsberg
Alois Czedik svobodný pán von Bründelsberg und Eysenberg (14. listopadu 1830 Záhřeb – 20. července 1924 Vídeň) byl rakouský politik z Dolních Rakous, v 2. polovině 19. století poslanec Říšské rady.

## Biografie
Studoval ve Vídni, kde byl během revolučního roku 1848 hejtmanem legie studentů filozofie. V květnu 1848 ale z této funkce odešel. V roce 1849 byl důstojníkem a podílel se na útoku na Novi Sad a následném ústupu za řeku Drávu. Následně pracoval ve vojenském zeměměřičském ústavu. Roku 1852 složil zkoušky na práci v generálním štábu a učitelské zkoušky. Působil pak jako učitel dějepisu a zeměpisu na reálce ve Slezsku, pak na středních školách ve Vídni.
Roku 1861 byl zvolen na Dolnorakouský zemský sněm a po dlouhou dobu byl i členem zemského výboru. Zasloužil se o rozvoj silniční sítě a regulaci vodních toků. Byl též referentem pro zřízení psychiatrické léčebny. Zemský sněm ho roku 1869 delegoval i do Říšské rady (celostátní parlament, volený nepřímo zemskými sněmy) za kurii měst a průmyslových míst v Dolních Rakousích. 11. prosince 1869 složil slib. Opětovně byl zemským sněmem do Říšské rady vyslán roku 1870 a 1871. Do vídeňského parlamentu se vrátil ve volbách do Říšské rady roku 1879 za městskou kurii, obvod Korneuburg, Stockerau, Zistersdorf atd.
Na Říšské radě se v říjnu 1879 uvádí jako člen staroněmeckého Klubu liberálů (Club der Liberalen). V únoru 1883 rezignoval na poslanecký mandát, protože byl jmenován za člena Panské sněmovny (horní komora Říšské rady). Zde politicky patřil k takzvané Mittelpartei (Straně středu). Byl jejím předákem v Panské sněmovně.
V roce 1870 zastával po krátkou dobu post sekčního šéfa na ministerstvu kultu (školství), kde se zasadil o reformu středních a vysokých škol. V roce 1871 se stal ředitelem vídeňské obchodní akademie. V roce 1873 byl jmenován generálním ředitelem Rakouské západní dráhy. V roce 1882 nebo 1884 pak usedl do funkce generálního ředitele Rakouských státních drah. Zavedl pásmové přepravní tarify a podporoval zestátňování soukromých železničních společností. Vydal rovněž statut státních drah, který Národní listy v Czedikově nekrologu označily za centralisticko-germanizující. Roku 1887 získal titul tajného rady. Zabýval se národohospodářskými tématy. V roce 1893 se angažoval v debatě o platech státních úředníků. V době odporu rakouských Němců proti Badeniho jazykovým nařízením sestavil v Panské sněmovně návrh na téma jazykové a školské politiky. Roku 1899 se stal předsedou společné komise obou komor Říšské rady pro kontrolu státního dluhu.
Ještě v roce 1917 ve věku 87 let přednesl v Panské sněmovně hodinový projev.
Zemřel v červenci 1924 ve vysokém věku téměř 94 let. Do poslední doby se těšil dobrému zdraví a pravidelně dojížděl z venkova do Vídně. Národní listy ho v nekrologu popisovaly jako vždy skromného, milého a snášenlivého na všechny strany.